# Poï (aliment)
 (septembre 2017).
Si vous disposez d'ouvrages ou d'articles de référence ou si vous connaissez des sites web de qualité traitant du thème abordé ici, merci de compléter l'article en donnant les références utiles à sa vérifiabilité et en les liant à la section « Notes et références ».
Pour les articles homonymes, voir Poi.

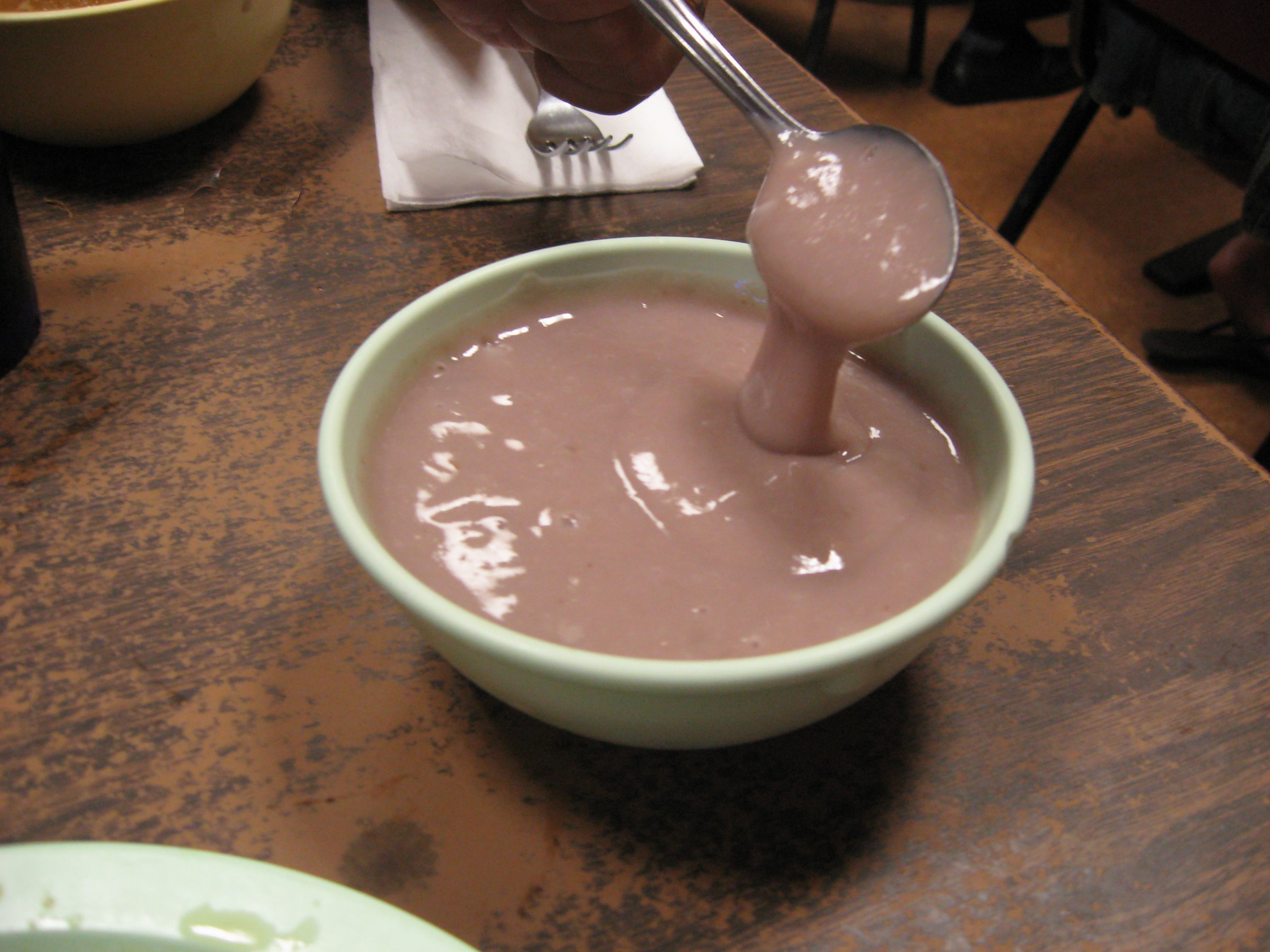
Un bol de poï frais.

Le poï est l'ingrédient de base de la cuisine traditionnelle hawaïenne. Préparé à partir de cormes de taro (prononcé kalo en hawaïen) bouillis puis broyés, il peut être mangé tel quel ou incorporé dans diverses préparations culinaires.
Il ne faut pas confondre le poï hawaïen, à base de taro, avec le poï des Samoa, dessert crémeux à base de bananes écrasées et de crème de coco, ni même avec le poï tahitien, qui est une pâtisserie à base de banane, de papaye ou de mangue mélangée à de la crème de coco et du manioc avant cuisson.

## Histoire et culture

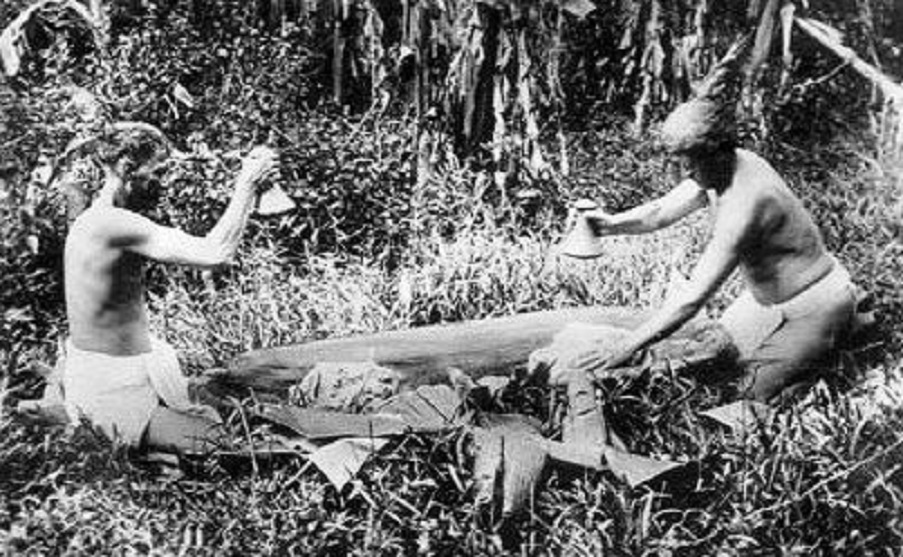
Deux hommes préparant du poï (1890)

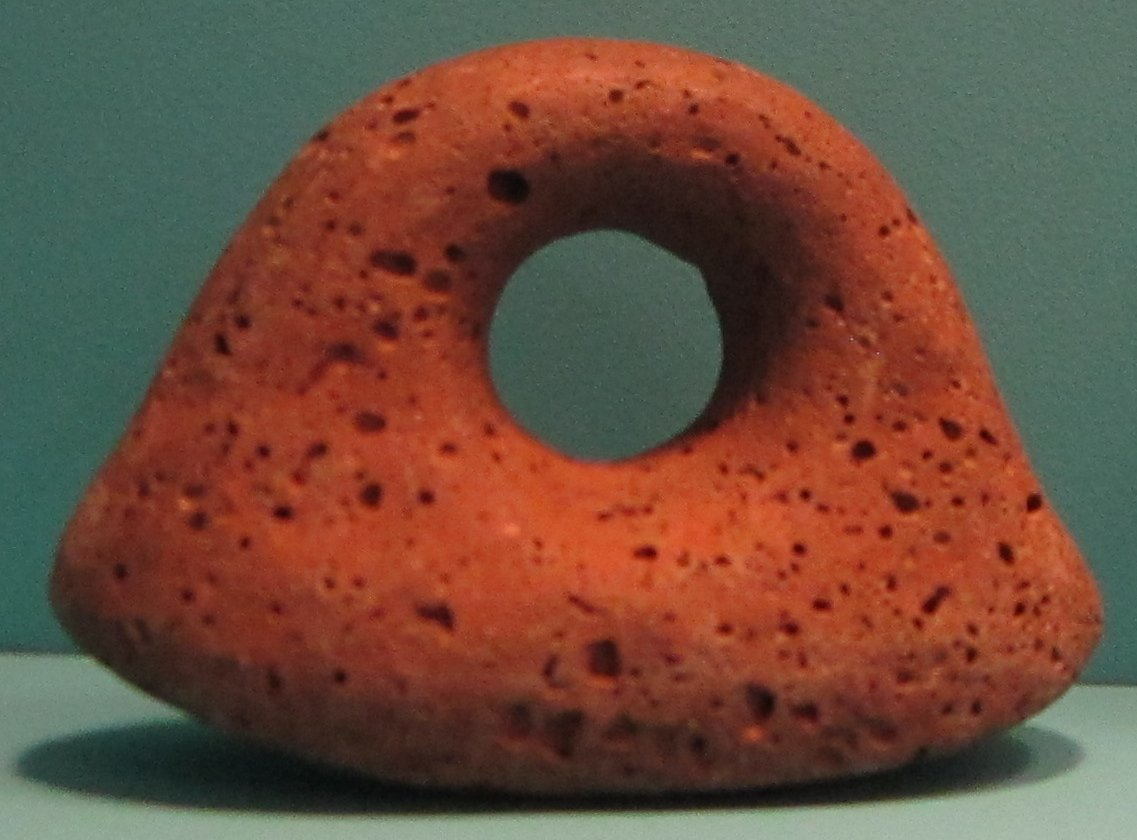
Un pilon à poï en roche volcanique datant du XVIIe siècle (Honolulu Museum of Art)

Base de l'alimentation de nombreux peuples polynésiens bien avant l'arrivée des occidentaux à Hawaï, les tubercules de taro sont traditionnellement cuits dans un four souterrain appelé imu. On parle alors de cuisson kālua. Ainsi cuits en papillotes dans des feuilles, ils étaient autrefois réduits en purée à l'aide de pilons en pierre dans des troncs d'arbre évidés.
La pâte ainsi obtenue peut être rendue plus ou moins fluide par adjonction d'eau. Les hawaïens distinguent encore aujourd'hui différents types de poï en fonction du nombre de doigts nécessaires à sa manipulation.

## Gastronomie
Mangé frais, le poï a une saveur sucrée et une couleur rose tirant sur le bleu parme. Il existe toutefois de nombreuses recettes incorporant du poï fermenté au goût plus acide.

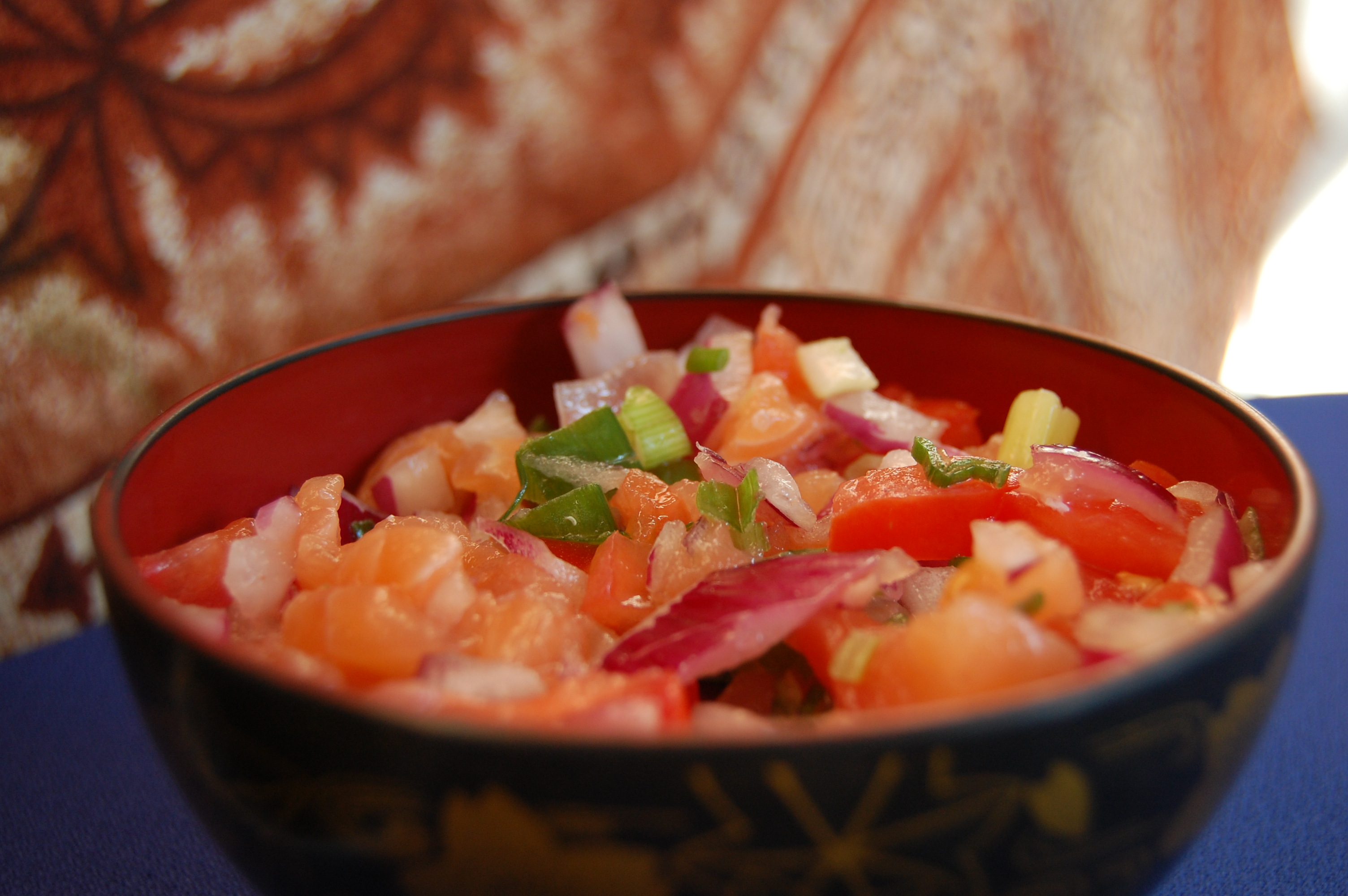
Du saumon lomi-lomi.

Les lactobacilles et les levures impliquées dans la fermentation contrôlée du poï sont semblables à celles utilisées pour la fabrication des produits fermentés partout dans le monde. Cette fermentation requiert parfois une adjonction de sucre ou de lait afin de donner le goût recherché à la préparation. Le poï peut être conservé dans un endroit frais et sec pour ralentir le processus de fermentation, mais il perd alors de sa saveur originale.
Le poï fermenté est habituellement servi avec du poisson salé seul ou en salade lomi-lomi, mélangé à des crudités. Sa saveur acide et douce est également appréciée dans la confection de pains et de pâtisseries.

## Diététique
Le taro est constitué principalement de sucres lents. Il contient peu de graisse et beaucoup de vitamine A.
Le poï peut servir de substitut de lait maternel pour les nourrissons.
Ne contenant pas de gluten, il peut entrer dans la régime alimentaire des personnes atteintes de la maladie cœliaque au même titre que la patate douce.

## Source
- (en) Cet article est partiellement ou en totalité issu de l’article de Wikipédia en anglais intitulé « Poï (food) » (voir la liste des auteurs).